# Ademprivio
L'ademprivio, in diritto, è un bene di uso comune, generalmente un fondo rustico di variabile estensione, su cui la popolazione poteva comunitariamente esercitare diritto di sfruttamento, ad esempio per legnatico, macchiatico, ghiandatico o pascolo. Il termine, usato al modo latino (ademprivia), ma apparso intorno al XIV secolo, fu diffuso in Sardegna dai sovrani giudicali durante il periodo di loro dominio sull'isola e mutuava istituti analoghi già in uso in aree comprese fra la Provenza e la Catalogna. Tuttavia, malgrado la comparsa documentale dell'istituto sia in correlati di questa fase storica, questa particolare concezione di "possedimento comunitario", dagli Aragonesi, si ebbero minimi aggiustamenti rispetto agli usi preesistenti come i communalia ed i communia, sviluppatisi durante la dominazione romana e per effetto delle distribuzioni di terre in regime di colonia.
L'ademprivio presenta una forte analogia con altri istituti che un tempo erano diffusi in tutta Europa e che permanevano, soprattutto, in zone in cui le attività forestali e quelle legate all'allevamento avevano una preponderanza rispetto all'agricoltura propriamente detta. Nelle Alpi ad esempio vi erano le regole ampezzane o cadorine. Nel settecento in Inghilterra con le Enclosures e nell'Ottocento nel resto d'Europa fu comune la tendenza a trasformare queste proprietà collettive in proprietà piene: vi era una forte spinta del mondo borghese a voler trasformare le attività agricole in senso più imprenditoriale, vedendo gli istituti tradizionali come una remora alla nascita di un'agricoltura moderna.
In Sardegna l'ademprivio rappresenta praticamente l'uso civico per antonomasia.
In area inglese tale diritto corrisponde al Common land.

## Pastori, contadini e geografi
In Sardegna, in realtà, la "competizione" fra contadini e pastori contrapponeva esigenze grosso modo paritarie, e mentre lo sfruttamento (peraltro intensivo) delle numerose foreste era appannaggio dei carbonai venuti principalmente dal Piemonte e dalla Toscana, i pochi terreni che l'impervia orografia isolana dell'interno lasciava di ragionevolmente agevole uso venivano utilizzati con un sistema che impegnava l'intera comunità.
Il sistema fu oggetto di un primo timido intervento di riordino da parte del viceré duca di san Giovanni, che nel 1700 emanò un pregone che doveva servire da testo unico per le mille disposizioni in materia. Ma si trattava di un documento più generale, che riguardava da vicino gli ademprivi soltanto per un potenziamento della figura dei barracelli e per nuove figure di responsabilità civile collettiva come l'incarica.
Nel 1776, padre Francesco Gemelli, un gesuita che molto conobbe e scrisse dell'isola per conto dei Savoia, così scrisse nel suo Del rifiorimento della Sardegna proposto nel miglioramento di sua agricoltura:
I serrati costituiscono la minor parte delle coltivate terre, anzi, delle seminali parlando, una menomissima, se a confronto vengano delle vidazzoni. Intendo per vidazzoni i gran corpi delle terre seminali del regno in ciascun territorio, i quali sebben composti di terren comuni, e di particolari, pure per universale invariabil costume coltivansi nel modo seguente.
Nella descrizione del Gemelli, i terreni comuni si dividevano in due (o talvolta più parti), una delle quali destinata alla coltivazione e l'altra all'allevamento. Per la coltivazione i terreni comuni erano assegnati a coloro che ne facevano richiesta per estrazione a sorte, oppure per accettazione di una "preventiva occupazione", o in altri modi a seconda dei costumi del luogo. I terreni di proprietà privata erano invece assegnati per libera scelta dal proprietario. L'anno successivo le coltivazioni si spostavano sull'altra parte della regione, quella in precedenza assegnata all'allevamento; riposavano solo le terre di proprietà privata, le altre erano sempre aperte al "comun pascolo".
Un'altra descrizione minuziosa venne, poche decadi più tardi, dal generale Alberto Della Marmora, che la Sardegna esplorò a fondo come commissario straordinario e soprattutto come geografo di intensa attenzione. Scrisse il militare in Voyage en Sardaigne: "Si chiama vidazzone una porzione di terra coltivata a cereali per un anno." E descrivendo la partizione delle terre in tre o quattro sezioni, indicò che una ne veniva lasciata a coltivazione e le altre a pascolo. Anche i proprietari privati, confermò la Marmora, dovevano sottoporre i loro possedimenti all'uso comunitario. Il generale fornì anche nozioni utili per la linguistica, precisando che il contrapposto termine di paberile si riferiva alle terre lasciate a riposo, mentre il vidazzone era propriamente il terreno seminato o già in piena vegetazione. Osservò La Marmora che il sistema conteneva in sé un vizio strutturale: coloro cui i terreni erano stati concessi per la semina, non avevano in seguito grande interesse a lasciarli in buono stato, dacché i campi non sarebbero più stati a loro disposizione almeno per un po'; soprattutto dato che le assegnazioni avvenivano principalmente per sorteggio, la probabilità di rientrare nel medesimo appezzamento precedente erano infatti del tutto irrisorie.

## Solo un usufrutto?
La questione degli ademprivi fu oggetto di indagine di molti altri studiosi, specialmente del diritto.
Uno studio che si sarebbe rilevato importante per le sue conseguenze sull'orientamento della politica del regno in questa materia, fu quello del Sanna Lecca, reggente del Supremo Consiglio, che nel 1767 munì il Bogino di una relazione nella quale l'analisi della pratica ademprivile, osservata eminentemente come esercizio di una sorta di usufrutto, si concludeva con la proposta di diffusione della proprietà privata dei suoli. Sanna Lecca però ricalcava in parte lo studio più profondo effettuato per una relazione amministrativa presentata al viceré nel 1737 nella quale il problema principale era identificato per il fatto che "non ostante la vastità dei territori e la scarsezza degli abitanti non può nessuno chiudere il proprio terreno e farne quell'uso che più li tornerebbe a conto per ricavarne maggior frutto." La causa, sempre secondo l'ignoto funzionario, sarebbe stata l'interesse di città e baroni a disporre di territori liberi per eventuali forestieri che decidessero di affittare pascoli temporanei in Sardegna.
Al principio del Novecento furono pubblicati fra gli altri due saggi di buona rinomanza nella disciplina di riferimento, il primo fu di Ugo Guido Mondolfo, Terre e classi sociali in sardegna nel periodo feudale, subito dopo seguito da Arrigo Solmi, Ademprivia, studi sulla proprietà fondiaria in Sardegna. Venne poco più tardi Enrico Besta con la sua La Sardegna medioevale. Quelle di Besta e del Solmi furono lungamente considerate le principali ricerche in argomento. Assai meno apprezzato fu il contributo di Raffaele Di Tucci, il quale ipotizzò influssi degli ordinamenti germanici pervenuti a mezzo della dominazione vandalica sull'isola, ma questa teoria ebbe scarso se non proprio alcun seguito.
Lo studio dei giuristi mirava alla corretta identificazione, nei termini di questa dottrina, dell'ademprivio. Fu Besta a raccogliere alcune delle interpretazioni che al principio del XX secolo, ad ademprivi ormai aboliti (ma con molte conseguenze civilistiche ancora da affrontare), riscuotevano il maggior credito presso gli esperti. Se Besta ed alcuni altri attribuirono ad una "ispirazione" siciliana l'istituto, molti più studiosi convennero sull'escludere che il principale punto di osservazione dovesse esser quello degli iura in re aliena; questo poiché i feudatari di fatto si sostituirono allo stato e se ne surrogarono nei diritti. Diritti non solo potestativi, cioè diritto di disposizione su quanto loro spettante, ma anche una sorta di diritto di veto, di limitazione o di esclusione dei diritti spettanti ad altri. L'ambito nel quale esercitare questa pretesa di discrezionalità era quello delle terre non già assegnate in proprietà privata ai "particolari"; queste furono, rilevò efficacemente il Besta, "senza distinzione riassunte in una sola categoria e gli usi collettivi, amalgamati sotto il concetto di ademprivia, che poterono essere ademprivia venationum, pascuorum, nemorum, erbagiorum, aquarum, ecc., allora non restarono gratuiti se non eccezionalmente". Effettivamente delle prestazioni erano in genere dovute, ad un titolo che - non ancora ben investigato - può forse situarsi a mezza via fra la remunerazione corrispettiva della cessione del godimento, ed una mera tassa di concessione. Si trattava di corresponsioni in natura: un decimo per il gregge che pascolava in salti demaniali, un sesto per le terre coltivate a cereali. Besta proseguiva con l'attribuzione agli Aragonesi dell'introduzione degli ademprivi (e come detto questa visione è contestata), e nell'ipotesi che si potesse considerarli, almeno in una fase iniziale, dominii collettivi, vi scorse una successiva violenta riconduzione agli iura in re aliena. Degli usi collettivi segnalò poi la variabile forma del correlato diritto che si vide talora concesso alla persona, in quanto appartenente ad una comunità titolata, talaltra concesso invece in conseguenza del dominio di certi beni, in guisa di pertinenza.

## Le specificità di questo uso civico
All'analisi di un altro geografo, quel Le Lannou che ne parlò nel suo Pastori e contadini di Sardegna uscito nel 1941, l'ademprivio sardo qualche sua specialità parrebbe averla avuta: "Niente di simile, almeno per l'estensione e in epoche così vicine a noi, è stato mai descritto per i paesi del Mediterraneo occidentale". Ed affermò che tutta l'isola, "senza alcuna eccezione di zone", praticava rigorosamente questo sistema di sfruttamento delle terre. Fu Le Lannou a riesumare le tracce documentarie dell'uso antico già nel Condaghe di Silki (XI secolo), in cui il terreno ademprivile era detto "populare dessa villa", comune al paese. Le terre "popolari" al tempo si dividevano in lotti detti "funi" perché la partizione si effettuava appunto con una fune, e prendevano proprio il nome di "terre di fune", come nel 1210 si reperisce in un atto di donazione della nobile Maria De Thori in favore dei Camaldolesi.
Sempre Le Lannou riassunse il concetto del vidazzone nella terra "arabile", distinta dalla vigna (soggetta ad appropriazione individuale) e dal poco vantaggioso salto, e ne seguì il percorso terminologico nella sua evoluzione dalla "habitacione", menzionata nella Carta de logu di Eleonora d'Arborea, attraverso il "bidattone" del primo periodo aragonese, sino al "vidazzone" dei tempi più recenti. Il termine paberile, invece, deriverebbe secondo questo studioso non già da pabulum (pascolo), ma da pauper (povero), attraverso una probabile forma intermedia di pauperile.
La giudichessa usò la locuzione "habitacione dessa villa", che per esclusione Le Lannou tradusse come il terreno coltivato del paese e ne dedusse essere ripartito in arativo e maggese a pascolo.
Il pascolo era riservato ad alcune specie di animali domestici: buoi da tiro, asini e cavalli, per lo più. Le altre specie, il cosiddetto "bestiame rude" (pecore, capre, vacche, maiali), avrebbero d'ordinario popolato i "salti", zone di difficoltoso sfruttamento, lontane dai paesi, a vegetazione quasi esclusivamente selvatica, e di assoluto isolamento quindi con problemi di protezione e privi di vigilanza. Il bestiame rude poteva tornare in prossimità dei vidazzoni a raccolto completato, quando le coltivazioni non erano più a rischio di danneggiamento. Anche nella Carta de logu si stabiliva un termine ben preciso per questo pascolo sul vidazzone: dall'inizio di luglio alla fine di settembre.
Si trattava quindi di una vera propria rotazione colturale, una tecnica agricola praticamente imposta.

## L'ademprivio nella società rurale sarda
Il dato di facile suggestione di una gestione comunitaria dei beni va doverosamente ricontestualizzato ricordando che le attività agricole non erano svolte sempre o esclusivamente per proprio conto, ma innanzitutto la proprietà dei beni poteva considerarsi assorbita nel diritto feudale e secondariamente gli abitanti erano tenuti a prestazioni in favore del feudatario, ad esempio la roatia. In pratica, quindi, mentre la proprietà delle terre restava saldamente intabellata ai nobili, la plebe si organizzava per l'amministrazione del suo possesso.
Va poi ricordato che se il sistema funzionò regolarmente su base annuale per molti secoli, a partire dal XIII secolo le assegnazioni (sempre per sorteggio) cominciarono ad essere concesse per periodi superiori (da 2 a 5 anni) e nel XVII secolo cominciarono a vedersi assegnazioni vitalizie. Pertanto, brani di terra comune venivano via via sottratti alla disponibilità collettiva (anche se non più per sorteggio) per la vita natural durante degli assegnatari. Queste assegnazioni prendevano il nome di "divisioni". La sottrazione alla consuetudine con le riassegnazioni consentiva che della minore attenzione generale verso la gestione di queste terre tentassero di profittare alcuni soggetti disinvolti i quali forzosamente occupavano i beni ed obbligavano le comunità a costose azioni legali di reintegro. Che non mancavano di spunti curiosi come quando, nel 1620, in accompagnamento ad una lamentazione al procuratore del Re in ordine ad un impossessamento abusivo, una comunità inviò la proposta di vietare la costruzione di case in campagna, obbligando chi volesse edificare a farlo all'interno della città.
Gli sconfinamenti del bestiame sui campi furono praticamente sempre la principale causa di problemi in questi rapporti comunitari. Nota infatti il Murgia che seppure talvolta le comunità di paesi confinanti si accordassero per gestioni più armoniche, il più delle volte "l'uso pacifico del territorio a fini produttivi veniva continuamente messo in discussione da abusi e soprusi d'ogni genere, commessi indistintamente dalle stesse comunità interessate per cui i conflitti sociali, per questioni dipendenti dal controllo del territorio, esplodevano con regolare frequenza. Non si trattava di conflitti solo individuali o familiari: talvolta era proprio un paese intero in lotta armata contro un altro (in genere vicinante), come accadde ad esempio fra i paesi di Isili e Villanovatulo in disputa per il Salto del Sarcidano. Il tipo di accordo che legava le comunità era detto "atto di promiscua", ed era un vero e proprio contratto con il quale si sancivano i patti fra due o più comunità/paesi anche appartenenti a diverse giurisdizioni feudali; il termine promiscua ovviamente era usato ad intendere anche il modo d'uso del terreno.
Se quindi da molta letteratura la stagione ademprivile è stata filosoficamente o proprio politicamente idealizzata per alcuni dei suoi aspetti di "potere" comunitario, dall'altra parte resta il dato di un sistema che poteva forse considerarsi insufficiente a provvedere ai bisogni comunitari, dato anche il rilevante tasso di criminalità che intorno ad esso si manifestava.
Sulla critica al sistema civico che dal Gemelli in avanti orientò le decisioni dei Savoia, critica intesa come teoria economica per la quale il sistema ademprivile sarebbe stato di ostacolo alla crescita produttiva rurale, è stata promossa nella seconda metà del Novecento qualche riserva riguardante due aspetti: da una parte il "costo feudale", una locuzione volutamente analoga al "costo fiscale" dei tempi moderni, che indica nei pesantissimi tributi la ragione delle condizioni di assoluta impossibilità di accantonamento di capitali per successivi investimenti, in assenza assoluta di opportunità di credito se non usurario o di alternative se non illegali. Dall'altra parte si richiama la gravissima deforestazione patita dall'isola per effetto delle due azioni di approvvigionamento da parte dei carbonai e dei commercianti di legname, oltre che per la soluzione diffusamente "incendiaria" opposta alla necessità di ricavare altri spazi sfruttabili per la coltivazione e per la pastorizia.
Come per tutti gli usi civici, l'ademprivio si lascia dietro un lascito di problemi pratici principalmente afferenti alla certezza del diritto tuttora altamente condizionanti.

## La lotta agli ademprivi
L'ademprivio, così come sviluppatosi in Sardegna, contrastava molti interessi di natura politica generale e diversi principi di teoria economica. Già il Gemelli si era espresso in modo fortemente critico circa l'obbligo della rotazione colturale che le comunità locali si auto-infliggevano e combinando questo assunto negativo con l'altrettanto negativa osservazione della mancanza di proprietà privata delle terre, concluse che ciò ostasse ad un miglioramento della produzione agricola complessiva. Ma sino al principio dell'Ottocento furono solo 3 i provvedimenti del governo di Torino in argomento, timoroso di tensioni con i locali feudatari. Il problema rappresentato dai feudatari traeva le sue cause dal trattato di Londra, il quale consentiva ai feudatari spagnoli, in percentuale ingente sul totale della categoria nell'isola, di mantenere le stesse autonomie e gli stessi privilegi di cui avrebbero goduto in Spagna. Queste garanzie furono oggetto di contestazione in sede diplomatica da parte di Prospero Balbo, allora ambasciatore a Madrid e successivamente capo del governo incaricato di risolvere la questione terriera sarda.
Balbo prese la strada di ricercare la privatizzazione delle terre, ma dopo aver trovato il contrasto della classe nobiliare feudale, sostenne di aver incontrato resistenze presso le stesse comunità locali, che si opponevano a qualunque forma di chiusura dei terreni.
Se il possesso generico delle terre spettava al feudatario, con poco disturbo della quotidianità lo si sarebbe potuto rendere privato proprietario di un latifondo, e pian piano sconfiggere il feudalesimo; nel timore sì di qualche scontro fra classi sociali, o fra popolo e baroni, ma anche nella convinzione di riuscire a migliorare la ricchezza del giovane regno. In realtà, rifletteva Balbo, i feudatari avrebbero avuto dalla loro parte i pastori, anch'essi contrari alle chiusure, ma anche questo governante accettava l'impostazione del Gemelli che dedicava tutta la sua attenzione all'agricoltura, considerata attività più aperta allo sviluppo rispetto all'allevamento. Fu Giuseppe Manno, in corrispondenze private, a segnalare lo scarsissimo interesse dei feudatari per una privatizzazione, constistendo anzi nella prevedibilissima riduzione degli introiti dal cosiddetto diritto di bestiame il principale ostacolo al programma governativo. Così, secondo la Scaraffia, "il governo sabaudo si schierò, fin dall'inizio, a favore degli agricoltori, considerati la classe progressiva al confronto con i pastori, che contribuivano grandemente, con le loro esigenze, alla permanenza del regime comunitario delle terre, e che erano appoggiati dai feudatari".

## L'abolizione degli ademprivi e delle cussorgie
Gli ademprivi furono infine aboliti nel regno, insieme alle cussorgie, con la Legge 23 aprile 1865 n. 2252, che all'art. 1 sancì che ogni ulteriore perpetuazione di tali usi sarebbe stata considerata "violazione al diritto di proprietà" e come tale penalmente perseguita. La cussorgia era un istituto sostanzialmente simile, ma che si poteva trasmettere di padre in figlio.
200.000 ettari di tutti quelli sino ad allora così utilizzati nell'Isola, furono assegnati alla Compagnia Reale delle Ferrovie Sarde che si era impegnata a realizzare la rete ferroviaria, altri 500.000 invece furono devoluti ai comuni (art. 2) "in piena e perfetta proprietà". Questa devoluzione era però condizionata all'obbligo per i comuni di soddisfare le "ragioni di coloro ai quali competono sui terreni ceduti diritto di ademprivio o di cussorgia", dando cioè spazio a pretese di indennizzo, e prescrivendo che gli stessi comuni avrebbero dovuto vendere entro 3 anni i terreni così ricevuti, a pena di acquisizione al demanio. 
L'ademprivista e il cussorgiante (i titolari dei rispettivi diritti, non di rado chiamati "utilisti" nella discussione al parlamento del regno) avrebbero avuto 6 mesi di tempo per avanzare le loro richieste, anche con facoltà di azione di regresso (art. 4), dopodiché tali diritti si sarebbero prescritti; i diritti erano da provarsi con un titolo, un possesso trentennario, una sentenza passata in giudicato, ovvero con atti di positiva ricognizione (art. 5).
Il provvedimento non era in fatto troppo distante da altri provvedimenti con i quali il regno, in sede di riscatto dei feudi, andava destinando ai privati proprietari i terreni rilevati dai feudatari, come ad esempio con l'editto di Carlo Alberto del 12 maggio 1838, o la Real Carta del 26 febbraio 1839, promuovendo in sostanza una estinzione degli usi comunitari attraverso la generale destinazione finale della proprietà in capo appunto a privati. Torino aveva in effetti da tempo inviato nell'Isola esperti e "diplomatici" con l'obiettivo di giungere a una composizione amichevole e spontanea dei numerosi conflitti e delle innumerevoli vertenza, e con la Legge 10 aprile 1854 aveva istituto delle commissioni a Cagliari, Sassari e Nuoro per proporre la devoluzione ai comuni in via accomodatoria dei terreni di interesse. Con la "legge degli ademprivi", con il Regio Decreto 15 gennaio 1869, n. 1146 (con cui si acquisiva la Baronia di Posada, ultimo feudo riscattato) e da ultimo con la presa di Roma dell'anno successivo, si sarebbe completato il riscatto dei feudi sardi e il territorio nazionale sarebbe stato uniformato al sistema di lì in avanti vigente. Almeno formalmente.